# Coincya monensis
Coincya monensis là một loài thực vật có hoa trong họ Cải. Loài này được (L.) Greuter & Burdet mô tả khoa học đầu tiên năm 1983.